# Чарльз Джуравінські

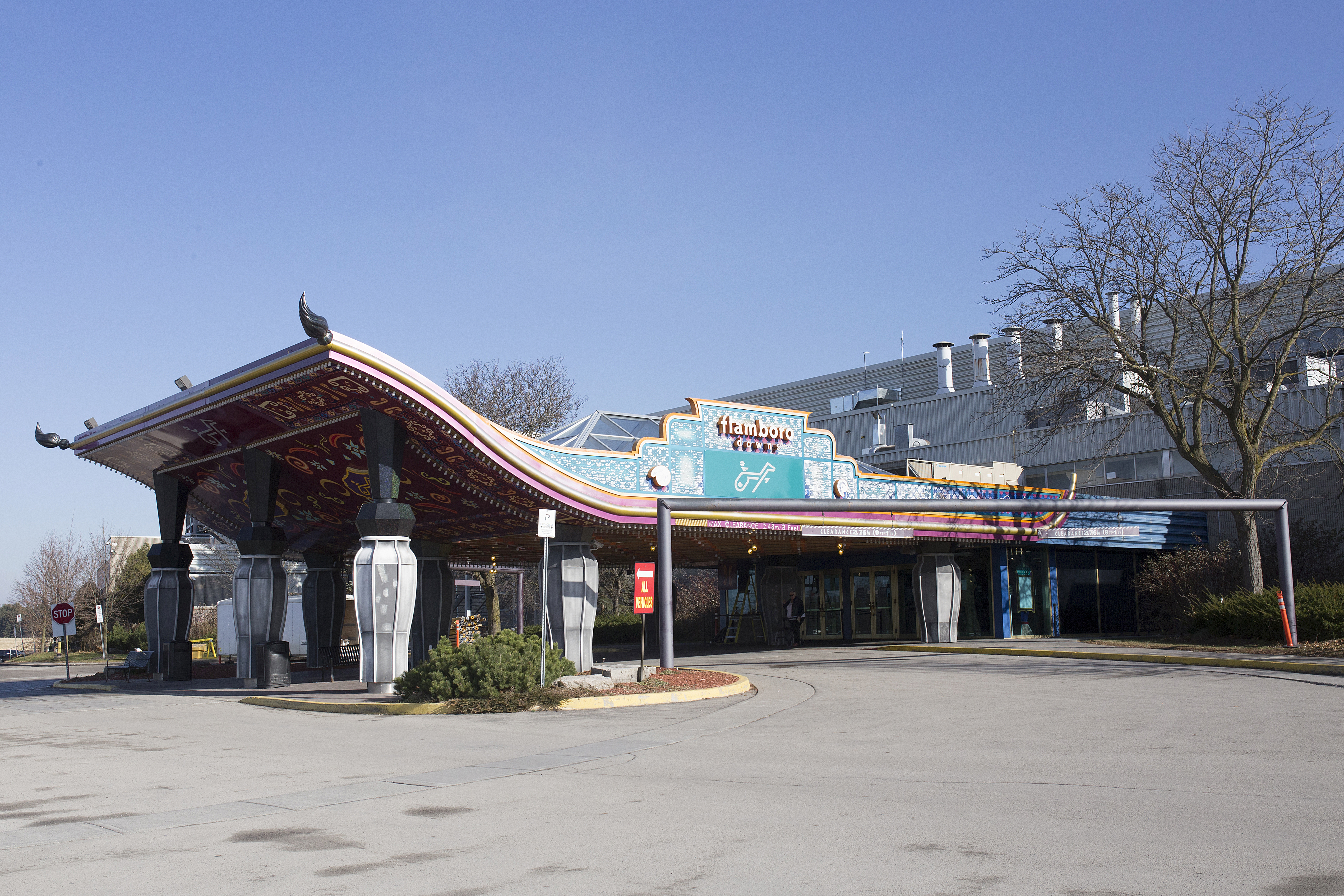
Іподром Фламборо-Даунс, який належав Чарльзу Джуравінські з моменту заснування 1971 і до його смерті.

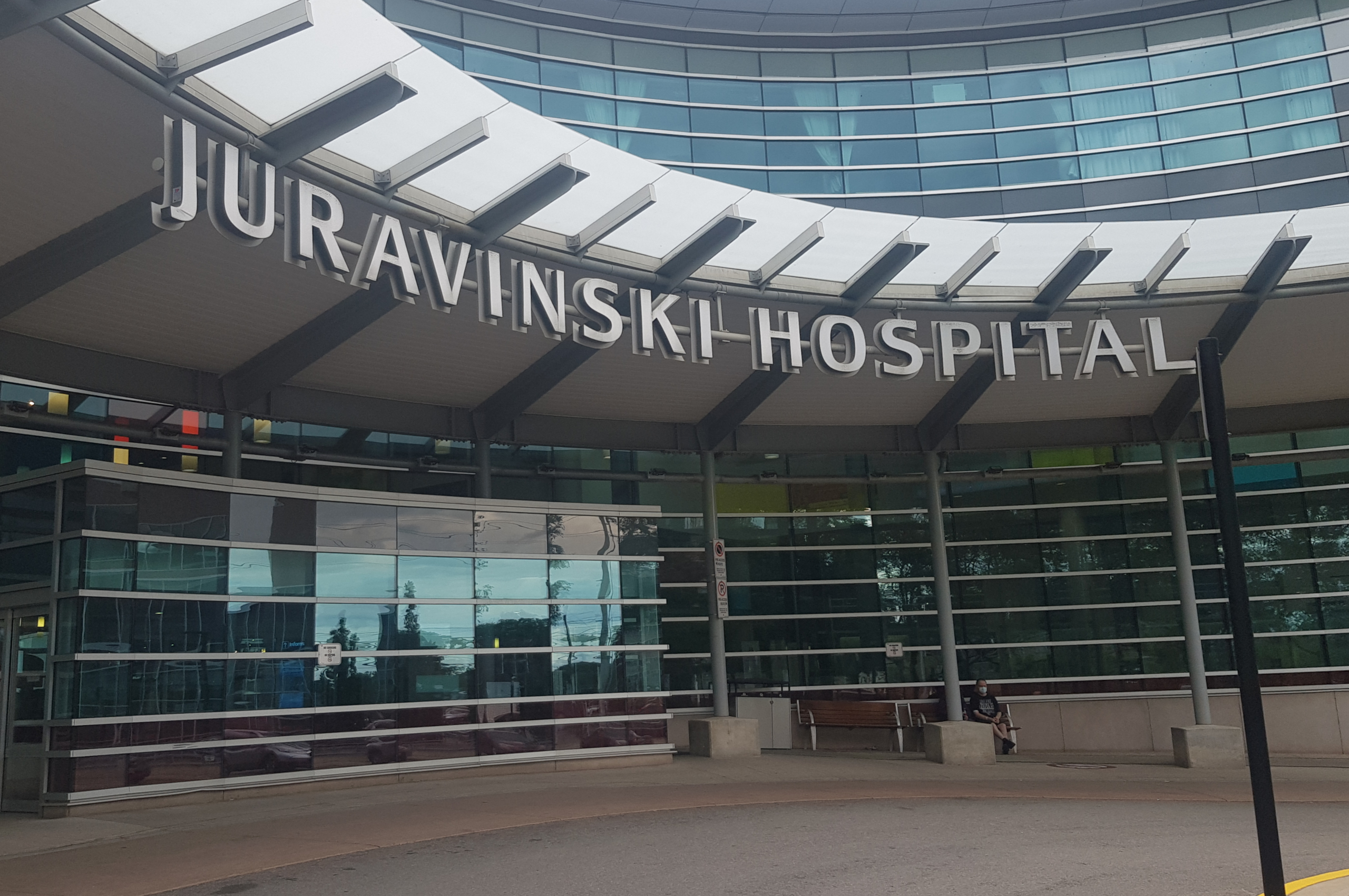
Лікарня Джуравінські у Гамільтоні, Онтаріо.

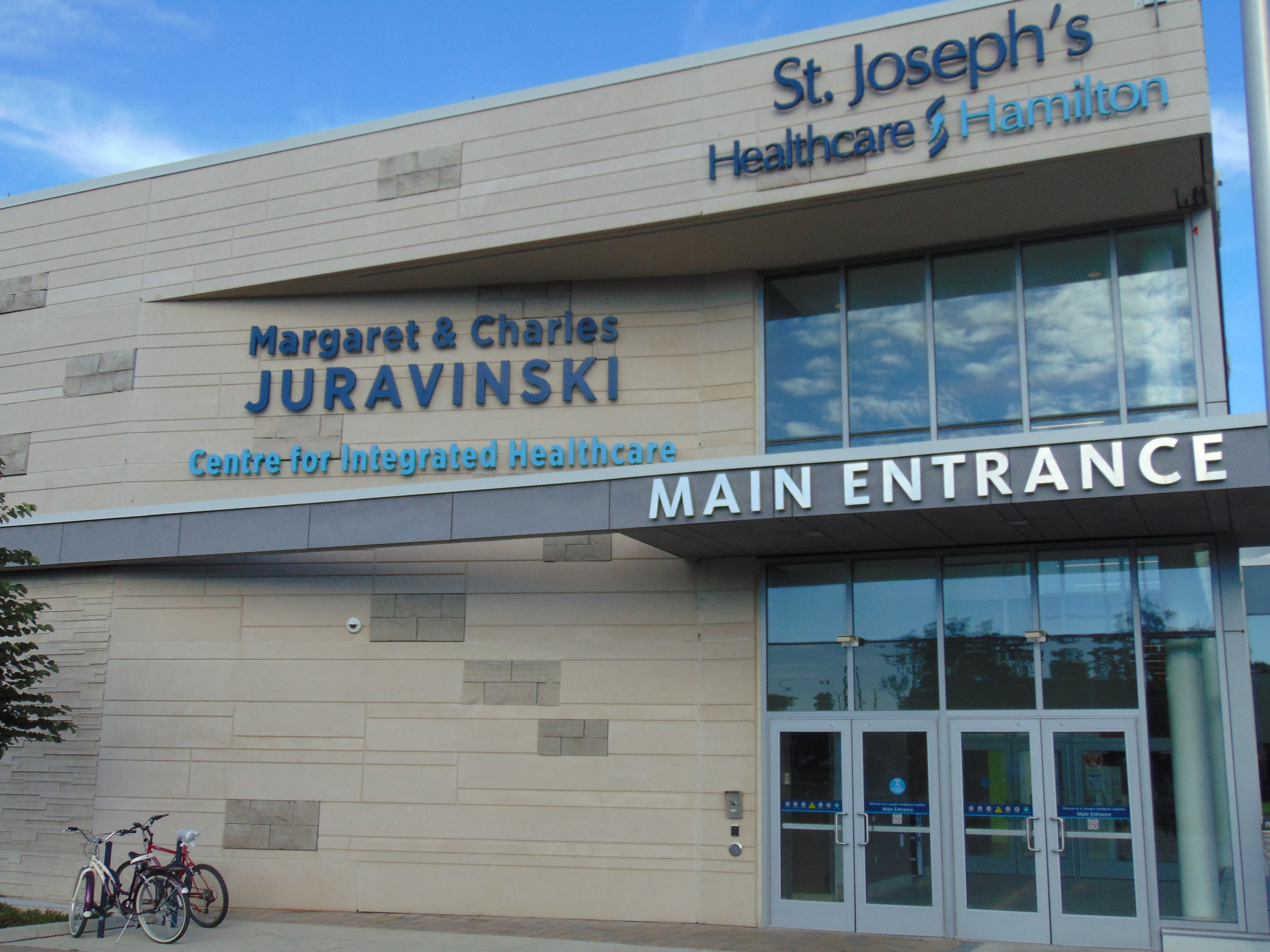
Психіатрічний центр Маргарет і Чарльза Джуравінські у Гамільтоні, Онтаріо.

Орест «Чарльз» Джуравінські (1 листопада, 1929 – 15 лютого, 2022) — канадський бізнесмен і філантроп українського походження. Відомий головним чином як засновник і власник іподрому Фламборо-Даунс. Разом зі своєю дружиною Маргарет заснував госпіталь Джуравінських і Онкологічного центру Джуравінських у Гамільтоні, Онтаріо.

## Раннє життя
Народився у Блейн-Лейк, Саскачеван 1 листопада 1929 року в україно-канадській сім'ї, від народження мав ім'я Орест. Був наймолодшим із чотирьох синів у родині Ніка та Айрін Джуравінські (Журавинських), яким до Великої депресії належав єдиний у місті басейн. Зрештою сім'я переїхала до Гамільтона, Онтаріо, ще коли він був дитиною — їх привабили можливості заробітку, які виникли у промисловості у часи війни. У підлітковому віці він чистив взуття в перукарні на Бартон-стріт і розносив газети.
Навчався в Cathedral High School, але зрештою кинув її, коли йому було шістнадцять. Потім він знайшов роботу робітником на фабриці, а також змішувачем розчину для муляра. У 23 роки йому доручили керівництво станцією пального Esso.

## Кар'єра
Заощадивши гроші під час праці на Esso, Джуравінські влаштувався на роботу в Piggott Construction. Він також відвідував уроки роботи з кресленнями, щоб звикнути до індустрії. Один із його однокласників, Білл Макканн, об'єднався з Джуравінським, щоб заснувати компанію Wilchar Construction у 1958 році. Вони керували компанією, поки Макканн не пішов на пенсію в 1971 році.
Згодом Джуравінські балотувався від Прогресивних консерваторів після того, як Рей Коннелл, член провінційного парламенту (MPP) у Гамільтоні, вирішив не балотуватися на інший термін. Після програшу на виборах за порадою Коннелла він зайнявся бізнесом організації кінських перегонів.
Попри поради побудувати іподром на виставковому комплексі Анкастера, Джуравінські вирішив побудувати трек з нуля в сусідньому Фламборо, Онтаріо. У проєкті, який коштував 5 мільйонів канадських доларів, він співпрацював із магнатом з вантажних перевезень Джоном Грантом. Фламборо-Даунс відкрився 9 квітня 1975 року, у день відкриття його відвідали 6000 людей.
Попри конкуренцію з п'ятьма вже відомими іподромами, розташованими за годину їзди від Гамільтона, Flamboro Downs виявився дуже успішним. З 1977 р. там проводиться Кубок Конфедерації (перейменований на Кубок Джуравінські після смерті засновника). Зрештою Джуравінські викупив частку Гранта в іподромі, і керував ним разом зі своєю дружиною Маргарет. Спочатку вони збиралися продати трасу за 62 мільйони доларів Жокейському клубу Онтаріо, який підписав протокол про наміри у 2000 році. Однак угода провалилася, і вони зрештою продали іподром Flamboro Downs компанії Magna Entertainment у червні 2002 року за 72 мільйони доларів і пішли на пенсію.
Через пів року після виходу на пенсію Чарльз Джуравінські та його дружина почали робити значні пожертви місту Гамільтону та Макмастерському університету, зосереджуючись на лікуванні раку та охороні здоров'я. Це дозволило створити новий сучасний онкологічний заклад у колишній лікарні Гендерсона, яка тепер перейменована на лікарню Джуравінських. Спочатку подружжя не хотіли, щоб заклад назвали на їхню честь, але зрештою погодилися.
Згодом вони надали 100 мільйонів доларів у 2019 році, що привело до створення Дослідницького інституту Джуравінських (JRI), партнерства між Макмастерським університетом і дослідницькими установами — Hamilton Health Sciences і St. Joseph's Healthcare Hamilton. Це була одна з найбільших приватних благодійних пожертв у Канаді. Вони зробили останню спільну пожертву в розмірі 5,1 мільйона доларів для JRI — на фінансування досліджень, спрямованих на здоров'я дітей і молоді, інтегровану допомогу та опікові травми — у День святого Валентина 2022 року, за день до його смерті.

## Особисте життя і смерть
Джуравінські одружився зі своєю дружиною Маргарет в Українській греко-католицькій церкві Святого Духа в 1956 році. Їх познайомив його діловий партнер і колишній однокласник Макканн (який зустрічався з сестрою Маргарет Кейт), і вони залишалися одруженими 66 років до його смерті. Дітей у них не було.
Джуравінські помер уві сні 15 лютого 2022 року в хоспісі Margaret's Place, який він і його дружина допомогли побудувати в Дандасі, Онтаріо. Йому було 92 роки, і перед смертю він страждав від погіршення рухливості та зору. Його вдова Маргарет померла 9 травня 2023 року у 91-річному віці.